# Tragedia na K2 (2008)
Tragedia na K2 w 2008 roku miała miejsce w dniach 1-2 sierpnia 2008 roku, kiedy to dziesięciu himalaistów z siedmiu krajów i jeden pakistański tragarz zginęło na K2, drugim co do wysokości szczycie świata i najwyższym szczycie Karakorum. Trzech innych wspinaczy odniosło poważne obrażenia. Był to najbardziej tragiczny pojedynczy wypadek w historii zdobywania tego szczytu. Najtragiczniejszym okresem w historii wspinaczki na K2 było lato 1986 roku, kiedy to w ciągu niespełna dwóch miesięcy zginęło trzynastu wspinaczy. Szczyt ten jest jednym z najbardziej niebezpiecznych na świecie. Do 2008 roku odnotowano 284 wejścia na szczyt, w czasie których zmarło 66 osób, co oznacza śmiertelność rzędu 23%. Spośród ośmiotysięczników większą śmiertelność ma tylko Annapurna w Himalajach.

## Wydarzenia między obozem IV a szczytem
Sezon zdobywania K2 trwa od czerwca do sierpnia, ale w 2008 roku złe warunki pogodowe przeszkadzały w próbach zdobycia szczytu w czerwcu i lipcu. Dziesięć różnych grup czekało na możliwość wejścia, niekiedy przez dwa miesiące. Czas ten wykorzystany został na aklimatyzację i przygotowania obozów w wyższych partiach góry, najwyżej położony z nich (obóz IV) znajdował się niewiele poniżej 8000 m n.p.m.
Pod koniec lipca pogoda zaczęła się poprawiać i kilka grup dotarło do obozu IV 31 lipca 2008 roku, by przygotować się do ataku na szczyt przy pierwszej okazji.

### 1 sierpnia
Szerpowie i pakistańscy tragarze rozpoczęli przygotowania jeszcze przed północą. Dołączył do nich hiszpański wspinacz Alberto Zerain, który przez noc doszedł z obozu III do IV i postanowił kontynuować atak. Najbardziej doświadczony z Pakistańczyków - Shaheen Baig (członek serbskiej ekspedycji), który zdobył K2 w 2007 roku, musiał tym razem zrezygnować z powodu choroby wysokościowej. W powstałym z tego powodu zamieszaniu część z lin mogła zostać w obozie lub umieszczona zbyt daleko na prawo od żlebu zwanego Bottleneck (Szyjka butelki).
Atak na szczyt rozpoczął się o trzeciej nad ranem. Po przejściu żlebu Bottleneck okazało się, że zabrakło liny na pokonanie trawersu tuż nad żlebem, co spowodowało opóźnienie, Szerpowie i Pakistańczycy musieli bowiem zejść po liny z niżej położonej części drogi, by wykorzystać je powyżej żlebu. W tym momencie ekspedycja amerykańska postanowiła zawrócić do obozu.
O godzinie 8 wspinacze kontynuowali wejście przez Bottleneck. Jeden z serbskich wspinaczy, Dren Mandić postanowił sprawdzić swoją butlę z tlenem i odpiął się od liny, by przepuścić innych wspinaczy. Stracił jednak równowagę i spadł, uderzając po drodze w Norweżkę Cecilie Skog, która nie spadła tylko dzięki temu, że była przypięta do liny. Mandić zatrzymał się ponad 100 metrów poniżej żlebu. Wspinacze z obozu IV widzieli upadek i wyruszyli na ratunek. Przewodził im Szwed Fredrik Sträng.
Gdy Sträng dotarł do ciała pozostali serbscy wspinacze Predrag Zagorac i Iso Planic oraz wspomagający ich Pakistańczyk Mohammed Hussein także dotarli na to miejsce. Stwierdzili wtedy, że Mandić już nie żyje. Serbowie wraz ze Strängiem i Pakistańczykiem Jehanem Baigiem z francuskiej ekspedycji postanowili znieść ciało do obozu IV. Baig wypełnił swoje obowiązki we francuskiej ekspedycji, więc mógł pomóc Serbom. Kilku wspinaczy twierdziło później, że Pakistańczyk już wtedy wykazywał objawy choroby wysokościowej. Sträng również zauważył, że jest niezborny, najpierw zaoferował mu pomoc, następnie odmówił, a po chwili ponownie asystował w znoszeniu zwłok. Jehan Baig stracił oparcie pod stopami i wpadł na Stränga, który nakłaniał go, by ten puścił linę trzymającą Mandicia, nim wszyscy czterej spadną. Baig puścił linę i zaczął się ześlizgiwać w dół, nie wiadomo jednak dlaczego nie próbował hamować. Pakistańczyk zginął w wyniku upadku. Sträng postanowił kontynuować zejście bez ciała Mandicia. Serbowie owinęli ciało kolegi flagą, przymocowali go za uprząż do ściany i zeszli do obozu.
Opóźnienia we wchodzeniu oraz zator w żlebie Bottleneck spowodowały, że wielu wspinaczy dotarło na szczyt później niż to zaplanowali. Niektórzy na miejscu znaleźli się dopiero około 20:00 (przeważnie wejścia na szczyt planuje się między 15:00 a 17:00). Łącznie 18 wspinaczy stanęło na szczycie tego dnia. Alberto Zerain, który dotarł jako pierwszy, około 15:00 zszedł do obozu bez problemów. Jednak gdy ekspedycja norweska (Lars Flatø Nessa i Cecilie Skog weszli na szczyt) o 20:30 pokonała trawers i dotarła do żlebu, od ściany powyżej oderwał się serak. Spadając przeciął wszystkie liny i porwał Rolfa Bae (męża Skog), który schodził jako pierwszy, gdyż zrezygnował z wejścia na szczyt około 100 m poniżej celu. Pozostała dwójka kontynuowała zejście docierając do obozu IV w nocy.
W rezultacie oderwania się seraka przejście przez żleb stało się bardziej strome i bardziej technicznie trudne. Bryły lodu utrudniały przejście, a część wspinaczy wciąż znajdowała się w strefie powyżej 8000 m. Byli oni nastawieni na schodzenie po linach poręczowych, jednak zostały one zerwane przez serak. Zostali zmuszeni do pokonania żlebu techniką klasyczną, czyli bez lin. Holenderski wspinacz Wilco van Rooijen stwierdził później, że wybuchła panika. Niektórzy próbowali schodzić w ciemnościach, a część postanowiła zaczekać do rana.
Pemba Gyalje zszedł bez lin i dotarł do obozu IV przed północą. Inny Szerpa, Chhiring Dorje zszedł z Pasangiem Lamą (który stracił czekan) przypiętym do swojej uprzęży. Także dwoje członków ekspedycji południowokoreańskiej Kim Jae-soo i Go Mi-young pokonało żleb po ciemku, chociaż musieli im pomóc Szerpowie: Chhiring Bhote i Pasang Bhote z kolejnej koreańskiej ekspedycji, która miała wejść na szczyt następnego dnia. Około północy Szerpowie, niosący żywność i dodatkowy tlen znaleźli zdezorientowaną Koreankę w żlebie i sprowadzili do obozu.
W międzyczasie Holender Cas van de Gevel i Francuz Hugues D’Aubarede zdecydowali, że nie będą czekać do świtu. Po dojściu do dna żlebu van de Gevel zobaczył spadającego wspinacza, zdarzenie to potwierdzili także Chhiring Bhote i Pasang Bhote. Był to najprawdopodobniej D’Aubarede, którego van de Gevel minął tuż nad żlebem. D’Aubarede wyczerpał swój zapas tlenu kilka godzin wcześniej i gdy Holender go mijał D’Aubarede wyglądał na wyczerpanego, nalegał także, by van de Gevel schodził pierwszy.
Włoch Marco Confortola, Holender Wilco van Rooijen oraz Irlandczyk Gerard McDonnell biwakowali powyżej trawersu, ponieważ nie mogli znaleźć lin poręczowych prowadzących przez trawers. Confortola twierdził, że słyszał krzyki dochodzące z terenu seraków poniżej biwaku oraz widział gasnące światła czołówek. W tym momencie ośmiu wspinaczy wciąż znajdowało się ponad żlebem.

### 2 sierpnia
Z obozu głównego wyruszyła akcja ratunkowa. Udział w niej wzięli Tsering Bhote i Pasang Bhote, który pomógł wcześniej Go Mi-Young. Teraz ich zadaniem było odszukanie ich krewnego Jumika Bhote. Jumik wraz z resztą koreańskich wspinaczy wciąż znajdował się ponad żlebem. 
Wczesnym rankiem van Rooijen zaprzestał szukania lin poręczowych i pozostawiając Confortola i McDonnell w biwaku, samotnie zaczął schodzić, gdyż w związku z pogarszającym się wzrokiem obawiał się śnieżnej ślepoty. Po drodze dotarł do dwóch koreańskich wspinaczy (nie wiadomo co stało się z trzecim Koreańczykiem) i Jumika Bhote. Wszyscy trzej wisieli na splątanych linach, z widocznymi obrażeniami, ale żywi. Prawdopodobnie wszyscy czterej padli ofiarą oderwania się seraka lub lawiny. Wilco van Rooijen oddał Jumikowi swoje rękawice, nie był jednak w stanie pomóc splątanym wspinaczom. Twierdzi, że Bhote poinformował go o nadchodzącej akcji ratunkowej, więc postanowił schodzić dalej.
Marco Confortola oraz Gerard McDonell dotarli do trójki splątanych wspinaczy nad ranem i przez kilka godzin próbowali ich uwolnić. Zgodnie z relacją Confortoli McDonell nagle postanowił ponownie wspinać się na szczyt, zostawiając go i trzech pozostałych wspinaczy. Włoch doszedł do wniosku, że McDonell cierpi na chorobę wysokościową. Confortola oddał Jumikowi Bhote swój sprzęt i razem zabezpieczyli Koreańczyków. Przez radio skontaktował się z Tseringiem i Pasangiem Bhote, którzy byli jeszcze w drodze. Po około trzech godzinach niesienia był wyczerpany i postanowił zejść. Jednak van Rooijen, który z dołu widział, jak Włoch i Irlandczyk pomagają trójce wspinaczy, twierdzi, że McDonell nie wracał na szczyt, a tylko wszedł wyżej, do najwyższego punktu asekuracyjnego, by przenieść ciężar. Następnie wrócił do wspinaczy, by pomóc w rozplątaniu lin.
Confortola powiedział, że po tym jak zostawił trójkę wspinaczy obok niego przeszła lawina, w której zobaczył szczątki jednego wspinacza. Twierdzi, że był to McDonnell.
Po południu Tsering i Pasang Bhote dotarli do dna żlebu, gdzie znaleźli Confortolę czołgającego się na czworakach. Przez radio zawiadomili Pembę Gyalje i van de Gevela, by przyszli pomóc Włochowi, a sami ruszyli dalej do Koreańczyków i Jumika Bhote. Pasang przekazał później Gyalje dwie wiadomości: że dotarł do Jumika i Koreańczyków tuż nad żlebem, po tym jak rozplątali liny oraz że czwarty ze znalezionych wspinaczy zginął podczas oberwania seraka. Opis ubrania wskazywał na Gerarda McDonnella. Oznacza to, że Confortola pomylił się co do ciała, które widział w lawinie. Tsering Bhote twierdzi, że widział, jak odpadający serak uderza w ekipę ratunkową podczas schodzenia u szczytu żlebu.
Do tej pory nie znaleziono jednak pakistańskiego tragarza D’Aubarede'a - Meherbana Karima. Po raz ostatni widziano go, gdy wieczorem schodził z Francuzem ze szczytu poprzedniego dnia. Rozdzielili się jednak, gdyż van de Gevel spotkał tylko D’Aubarede'a powyżej żlebu. Prawdopodobnie Karim zginął w lawinie lub podczas oderwania seraka i to jego szczątki Confortola widział w lawinie.
Kilka minut po tym, jak Pasang Bhote powiadomił o odnalezieniu Jumika Bhote i Koreańczyków, zeszła kolejna lawina lub oderwał się kolejny serak. Spadająca masa porwała Pasanga i Jumika Bhote oraz obu Koreańczyków. Tsering Bhote przeżył, ponieważ wspinał się wolniej i nie dotarł jeszcze do szczytu żlebu. Również Pemba Gyalje i Marco Confortola, którzy znajdowali się u podnóża żlebu, wyszli z tego bez szwanku.
W tym czasie van Rooijen samotnie schodził w dół. Przeszedł nową trasą, na lewo od trasy Cesana i ominął obóz IV. Van de Gevel i Gyalje zeszli z obozu IV do III szukając van Rooijena. Van Rooijen parokrotnie połączył się przez telefon satelitarny, by ustalić swą pozycję. Musiał jednak spędzić kolejną noc na górze.

### 3 sierpnia
Van de Gevel i Gyalje spotkali się z van Rooijenem na trasie Cesana wczesnym rankiem i wspólnie zeszli do obozu głównego o 22:00.

### 4 sierpnia
Van de Gevel i van Rooijen zostali ewakuowani z obozu głównego do Skardu. Confortola dotarł do obozu II Władze pakistańskie ogłosiły listę ofiar.

### 6 sierpnia
Confortola został ewakuowany z obozu II do Skardu.

## Akcja ratunkowa
Pakistańskie wojsko rozpoczęło akcję ratunkową rankiem 4 sierpnia 2008 roku za pomocą dwóch helikopterów. Przetransportowali obu Holendrów, cierpiących na odmrożenia, z obozu głównego położonego na wysokości około 5000 m. Czterech wspinaczy, w tym Włoch schodziło w dół o własnych siłach. Wszystkich przetransportowano do szpitala w Skardu. Van Rooijena odnaleziono za pomocą systemu GPS, dzięki współrzędnym wysłanym przez jego telefon satelitarny, gdy dzwonił do swego brata.

## Lista ofiar
| Nazwisko          | Narodowość       | Przyczyna                                   |
| ----------------- | ---------------- | ------------------------------------------- |
| Dren Mandić       | Serbia           | Upadek podczas wchodzenia                   |
| Jehan Baig        | Pakistan         | Upadek podczas znoszenia ciała Mandicia     |
| Meherban Karim    | Pakistan         | Oderwanie się drugiego lub trzeciego seraka |
| Rolf Bae          | Norwegia         | Oderwanie się pierwszego seraka             |
| Hugues D’Aubarede | Francja          | Upadek podczas schodzenia nocą              |
| Gerard McDonnell  | Irlandia         | Oderwanie się drugiego lub trzeciego seraka |
| Park Kyeong-hyo   | Korea Południowa | Oderwanie się czwartego seraka              |
| Kim Hyo-gyeong    | Korea Południowa | Oderwanie się czwartego seraka              |
| Hwang Dong-jin    | Korea Południowa | Oderwanie się czwartego seraka              |
| Pasang Bhote      | Nepal            | Oderwanie się czwartego seraka              |
| Jumik Bhote       | Nepal            | Oderwanie się czwartego seraka              |

## Po tragedii
Od czasu wypadku szczyt K2 pozostał niezdobyty aż do 23 sierpnia 2011 roku, kiedy dokonali tego Austriaczka Gerlinde Kaltenbrunner, Kazachowie Maksut Żumajew i Wasilij Piwcow oraz Polak Dariusz Załuski. W 2010 roku szwedzki narciarz Fredrik Ericsson zginął w wyniku upadku w żlebie Bottleneck. 